# Hugues Aufray

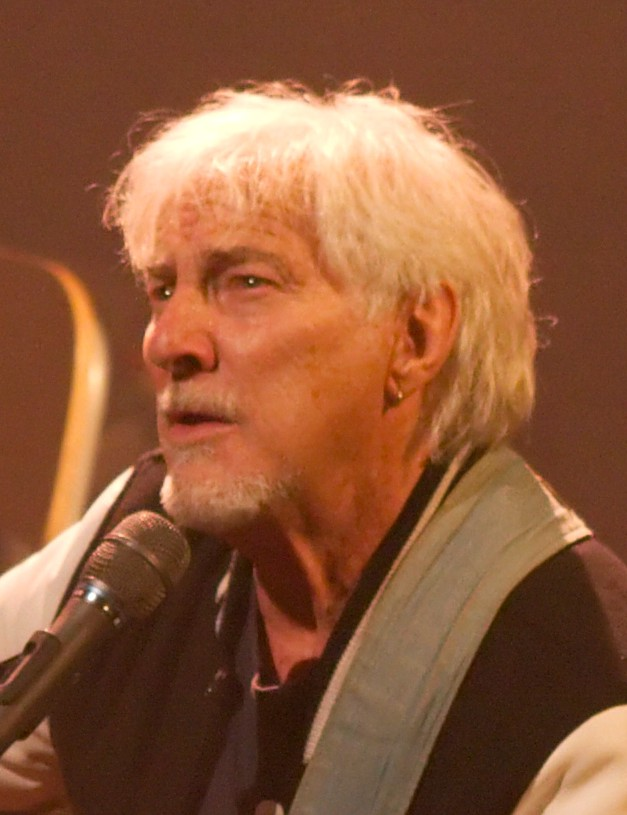
Hugues Aufray bei einem Auftritt, 2009

Hugues Aufray [yɡ ofʁɛ] (geboren am 18. August 1929 in Neuilly-sur-Seine) ist ein französischer Chanson-Sänger, der 1964 den Eurovision Song Contest in Kopenhagen mit dem Lied Dès que le printemps revient eröffnete.

## Biografie

### Kindheit und Jugend
Der ältere Bruder der Schauspielerin Pascale Audret verbrachte seine Kindheit und die Kriegsjahre in Südfrankreich und ging erst mit zwölf Jahren zur Schule, da er extremer Linkshänder und Legastheniker war. Er vertauschte die Zahlen und machte alles verkehrt herum, konnte sich aber als Autodidakt vieles selbst beibringen. Er galt als guter Erzähler und er interessierte sich für Musik, Literatur und Kunst. Das Reiten wurde an seiner Schule ernsthaft betrieben, und er konnte fünf Jahre hintereinander immer wieder bei Reitturnieren den ersten Platz gewinnen.

### Star im Showbusiness
Mit 35 Jahren erkannte er, dass seine Schulprobleme durch eine Dyslexie verursacht wurden, aber da war er schon ein Star im Showbusiness. Da er wusste, dass er Künstler werden wollte, hatte er sich bei der École nationale supérieure des beaux-arts de Paris eingeschrieben und verdiente seinen Unterhalt als Sänger am Place Saint Germain und in den umliegenden Bars. Er wurde mit seiner Musik über die Grenzen Frankreichs hinaus bekannt und galt bald als talentierter Interpret. Sein Chanson Le rossignol anglais wurde auch durch andere Interpreten (z. B. Es wird Nacht, Señorita von Udo Jürgens) international bekannt. Weitere bekannte Lieder sind Stewball, das von einem Rennpferd handelt, Santiano (Namengeber der deutschen Band Santiano), Céline, Le Petit Âne gris, Hasta Luego und Adieu monsieur le professeur.

### Einsatz für humanitäre Zwecke
1966 traf Hugues Aufray Martin Luther King und setzte sich mit dem Lied Les crayons de couleurs bei einem Galakonzert für den Kampf gegen den Rassismus ein. Später sang er in Kindergärten und bei Schulfreizeiten und seine Lieder wurden dort so begeistert aufgenommen und verarbeitet, dass sie heute zum Standard-Repertoire vieler Franzosen gehören. Viele Schulen im In- und Ausland tragen inzwischen seinen Namen. Er gab viele Konzerte für humanitäre Zwecke, unterstützte Pater Jaouen im Kampf gegen Drogen und organisierte zwei große Veranstaltungen im Olympiastadion in Paris, um Mukoviszidose bekannt zu machen. 1985 engagierte er sich als „Sänger ohne Grenzen“ mit seinem Lied Santiano für Äthiopien und brachte selbst einen Mercedes dorthin, der durch seine Mithilfe gespendet werden konnte.

### In hohem Alter noch auf der Bühne

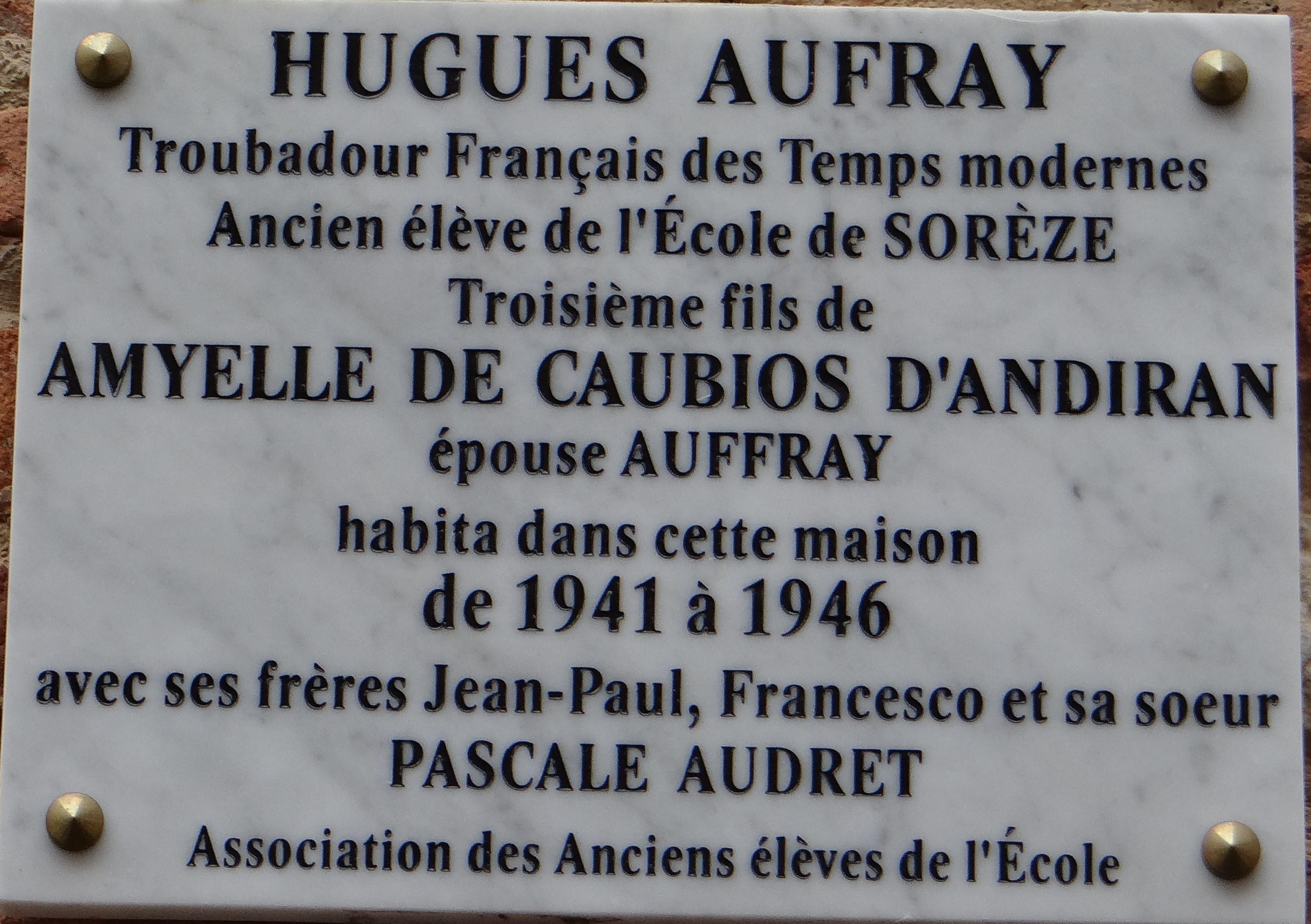
Plakette in der Rue de la République in Sorèze

2004 ließ er sich für das europäische Projekt „Das Geheimnis der verlorenen Buchstaben – Tim hilft legasthenen Schülern“ vom BBC interviewen und meinte, dass die Welt inzwischen Lernproblemen viel toleranter als früher gegenüberstand. Inzwischen ist er selbst zweifacher Großvater und widmet sich wieder mehr dem Reitsport. Mit über 90 Jahren steht er noch immer auf der Bühne. 
In dem Film „Ein Sommer in der Provence“ von Rose Bosch spielt er Elie, einen alten Freund des von Jean Reno gespielten Großvaters.
2022 wurde Hugues Aufray beim 63. Internationalen Kongress der Société des Poètes et Artistes de France (Spaf), der in Sorèze (Tarn - Okzitanien) stattfand, mit einem Sonderpreis zur Ehrung seiner musikalischen und künstlerischen Karriere ausgezeichnet. In der Klosterschule von Sorèze war Aufray einst Schüler gewesen.

## Diskografie

### Alben
| Jahr | Titel                                          | Höchstplatzierung, Gesamtwochen, AuszeichnungChartplatzierungen (Jahr, Titel, Platzierungen, Wochen, Auszeichnungen, Anmerkungen) | Höchstplatzierung, Gesamtwochen, AuszeichnungChartplatzierungen (Jahr, Titel, Platzierungen, Wochen, Auszeichnungen, Anmerkungen) | Höchstplatzierung, Gesamtwochen, AuszeichnungChartplatzierungen (Jahr, Titel, Platzierungen, Wochen, Auszeichnungen, Anmerkungen) | Anmerkungen                                                    |
| Jahr | Titel                                          | FR | BEW | CH | Anmerkungen                                                    |
| ---- | ---------------------------------------------- | --- | --- | --- | -------------------------------------------------------------- |
| 1993 | Les années Barclay                             | — | BEW45 (1 Wo.)BEW | — | Charteinstieg BEW: 1996                                        |
| 1999 | Chacun sa mer!                                 | FR38 (6 Wo.)FR | — | — |                                                                |
| 2005 | Chante Félix Leclerc                           | FR37 (11 Wo.)FR | — | — | Erstveröffentlichung: 10. Januar 2005                          |
| 2005 | Plus live que jamais – Théâtre du Gymnase 2005 | FR39 (22 Wo.)FR | — | — | Erstveröffentlichung: 1. Februar 2005                          |
| 2007 | Hugh!                                          | FR54 (13 Wo.)FR | — | — | Erstveröffentlichung: 24. September 2007                       |
| 2007 | Les 50 plus belles chansons                    | — | BEW68 (29 Wo.)BEW | — | Erstveröffentlichung: 29. Oktober 2007 Charteinstieg BEW: 2014 |
| 2008 | Hugues Aufray                                  | FR128 Gold · (1 Wo.)FR | — | — |                                                                |
| 2009 | New Yorker – Hommage à Bob Dylan               | FR3 Platin · (39 Wo.)FR | BEW7 (29 Wo.)BEW | CH79 (4 Wo.)CH |                                                                |
| 2010 | Petit homme                                    | FR41 (10 Wo.)FR | — | — | Erstveröffentlichung: November 2010                            |
| 2011 | Troubador Since 1948                           | FR45 (15 Wo.)FR | BEW45 (8 Wo.)BEW | — |                                                                |
| 2013 | Les 100 plus belles chansons                   | — | BEW140 (5 Wo.)BEW | — |                                                                |
| 2020 | Autoportrait                                   | FR16 Gold · (26 Wo.)FR | BEW23 (28 Wo.)BEW | CH35 (2 Wo.)CH | Erstveröffentlichung: 17. Juli 2020                            |

grau schraffiert: keine Chartdaten aus diesem Jahr verfügbar
Weitere Alben
- 1965: Aufray chante Dylan
- 1991: La Terre Est Si Belle (FR: Gold)
- 1995: Master Série - Vol. 1 (FR: Gold)

## Filmografie
- 2014: Ein Sommer in der Provence (Avis de mistral)